# Campionati europei di tuffi e nuoto sincronizzato 2012
I campionati europei di tuffi e nuoto sincronizzato 2012 si sono svolti complessivamente dal 15 al 27 maggio 2012 negli impianti del Pieter van den Hoogenband Zwemstadion, di Eindhoven, nei Paesi Bassi.
Le competizioni continentali delle due discipline sotto l'egida della Lega europea del nuoto (LEN) si sarebbero dovute celebrare insieme al nuoto e si sono svolte in accoppiata per la prima volta. La tardiva assegnazione dell'edizione 2012 (avvenuta a maggio 2011) ha portato alla scelta di Eindhoven come sede dei tuffi e, in seguito, la rinuncia di Anversa ad ospitare nuoto e sincro, hanno provocato lo spostamento nella città olandese anche di quest'ultimo.
Per la prima volta, la prova a squadre miste dei tuffi, il cosiddetto Team event, dopo essere stata proposta a scopo dimostrativo a Budapest 2010 e Torino 2011, è stata un evento ufficiale che ha assegnato medaglie.

## Programma
| 15 maggio 2012        | 16 maggio 2012                                                                | 17 maggio 2012                                                              | 18 maggio 2012                                                             | 19 maggio 2012                                                              | 20 maggio 2012                                                               |
| Cerimonia di apertura |                                                                               |                                                                             |                                                                            |                                                                             |                                                                              |
| h 19:00               |                                                                               |                                                                             |                                                                            |                                                                             |                                                                              |
| Tuffi                 |                                                                               |                                                                             |                                                                            |                                                                             |                                                                              |
| Team Event h 19:30    | Trampolino 1m M Q: h 11:00 F: h 17:30 Piattaforma 10m F Q: h 14:00 F: h 19:30 | Trampolino 3m M Q: h 11:00 F: h 17:30 P. 10m Sincro F Q: h 14:00 F: h 19:30 | Trampolino 1m F Q: h 11:00 F: h 17:30 T. 3m Sincro M Q: h 14:00 F: h 19:30 | Trampolino 3m F Q: h 11:00 F: h 17:30 P. 10m Sincro M Q: h 14:00 F: h 19:30 | T. 3m Sincro F Q: h 11:00 F: h 17:30 Piattaforma 10m M Q: h 14:00 F: h 19:30 |
|                       |                                                                               |                                                                             |                                                                            |                                                                             |                                                                              |
| 22 maggio 2012        | 23 maggio 2012                                                                | 24 maggio 2012                                                              | 25 maggio 2012                                                             | 26 maggio 2012                                                              | 27 maggio 2012                                                               |
| Nuoto sincronizzato   |                                                                               |                                                                             |                                                                            |                                                                             |                                                                              |
| [ 5 ]                 | Solo - pr.tecnico h 12:00 Duo - pr.libero h 18:00                             | Solo - pr.libero h 12:00 Duo - pr.tecnico h 18:00                           | Squadra pr.tecnico h 12:00 pr.libero h 18:00                               | Solo - Fin. h 12:00 Squadra - Fin. h 18:00                                  | Duo - Fin. h 12:00 Combinato - Fin. h 18:00                                  |

## Nazioni e partecipanti
Le federazioni che hanno confermato la loro partecipazione alla rassegna sono complessivamente 22, di cui 15 schiereranno i propri atleti in entrambe le discipline.

Nei tuffi partecipano un totale di 113 atleti, di cui 57 uomini e 56 donne; le delegazioni più numerose sono quelle di Gran Bretagna (14 atleti), Russia (13) e Italia (12). Nel nuoto sincronizzato sono iscritte 128 atlete (più 17 riserve), provenienti da 20 nazioni.
| Nazione       |   |   |    |
| ------------- | - | - | -- |
| Nazione       | M | F | F  |
| Austria       | 2 | 1 | 10 |
| Bielorussia   | 4 | 2 | 10 |
| Bulgaria      | - | - | 2  |
| Finlandia     | 2 | 2 | 2  |
| Francia       | 2 | 3 | 8  |
| Germania      | 6 | 5 | 2  |
| Gran Bretagna | 5 | 9 | 8  |
| Grecia        | 2 | 2 | 10 |
| Israele       | - | - | 2  |
| Italia        | 8 | 4 | 12 |
| Norvegia      | 4 | 0 | -  |

| Nazione     |   |   |    |
| ----------- | - | - | -- |
| Nazione     | M | F | F  |
| Paesi Bassi | 3 | 4 | 12 |
| Polonia     | 2 | 2 | 1  |
| Rep. Ceca   | - | - | 2  |
| Romania     | 0 | 2 | -  |
| Russia      | 6 | 7 | 2  |
| Spagna      | 1 | 1 | 11 |
| Svezia      | 2 | 4 | 1  |
| Svizzera    | 1 | 0 | 11 |
| Turchia     | - | - | 2  |
| Ucraina     | 5 | 4 | 10 |
| Ungheria    | 2 | 4 | 10 |

## Medagliere
| Pos.   | Paese         | Oro | Argento | Bronzo | Totale |
| ------ | ------------- | --- | ------- | ------ | ------ |
| 1      | Russia        | 3   | 3       | 4      | 10     |
| 2      | Ucraina       | 2   | 5       | 5      | 12     |
| 3      | Spagna        | 2   | 2       | 0      | 4      |
| 4      | Francia       | 2   | 0       | 1      | 3      |
| 5      | Gran Bretagna | 2   | 0       | 0      | 2      |
| 5      | Svezia        | 2   | 0       | 0      | 2      |
| 7      | Germania      | 1   | 3       | 3      | 7      |
| 8      | Italia        | 1   | 2       | 2      | 5      |
| Totale | Totale        | 15  | 15      | 15     | 45     |

## Podi

### Tuffi

#### Misto
| Evento                | Oro                                   | Punti  | Argento                                 | Punti  | Bronzo                              | Punti  |
| Team event (dettagli) | Francia Audrey Labeau Matthieu Rosset | 416.50 | Ucraina Olena Fedorova Oleksandr Bondar | 387.85 | Russia Nadežda Bažina Artëm Česakov | 384.30 |

#### Uomini
| Evento                     | Oro                                    | Punti  | Argento                                | Punti  | Bronzo                                         | Punti  |
| Tuffi individuali          |                                        |        |                                        |        |                                                |        |
| Trampolino 1m (dettagli)   | Illja Kvaša                            | 430.50 | Evgenij Kuznecov                       | 412.65 | Matthieu Rosset                                | 403.95 |
| Trampolino 3m (dettagli)   | Matthieu Rosset                        | 504.00 | Patrick Hausding                       | 502.75 | Il'ja Zacharov                                 | 493.80 |
| Piattaforma 10m (dettagli) | Tom Daley                              | 565.05 | Viktor Minibaev                        | 514.40 | Gleb Gal'perin                                 | 511.55 |
| Tuffi sincronizzati        |                                        |        |                                        |        |                                                |        |
| Trampolino 3m (dettagli)   | Russia Evgenij Kuznecov Il'ja Zacharov | 445.92 | Germania Patrick Hausding Stephan Feck | 433.68 | Ucraina Oleksij Pryhorov Illja Kvaša           | 432.48 |
| Piattaforma 10m (dettagli) | Germania Sascha Klein Patrick Hausding | 463.08 | Russia Il'ja Zacharov Viktor Minibaev  | 458.07 | Ucraina Oleksandr Bondar Oleksandr Horškovozov | 437.79 |

#### Donne
| Evento                     | Oro                                     | Punti  | Argento                                       | Punti  | Bronzo                                    | Punti  |
| Tuffi individuali          |                                         |        |                                               |        |                                           |        |
| Trampolino 1m (dettagli)   | Anna Lindberg                           | 301.35 | Tania Cagnotto                                | 281.30 | Nadežda Bažina                            | 275.15 |
| Trampolino 3m (dettagli)   | Anna Lindberg                           | 342.75 | Uschi Freitag                                 | 321.40 | Olena Fedorova                            | 315.00 |
| Piattaforma 10m (dettagli) | Julija Prokopčuk                        | 321.55 | Noemi Batki                                   | 315.60 | Maria Kurjo                               | 312.65 |
| Tuffi sincronizzati        |                                         |        |                                               |        |                                           |        |
| Trampolino 3m (dettagli)   | Italia Francesca Dallapé Tania Cagnotto | 325.50 | Ucraina Hanna Pys'mens'ka Olena Fedorova      | 302.10 | Germania Katja Dieckow Uschi Freitag      | 296.70 |
| Piattaforma 10m (dettagli) | Gran Bretagna Tonia Couch Sarah Barrow  | 319.56 | Ucraina Viktorija Potjechina Julija Prokopčuk | 310.68 | Germania Nora Subschinski Christin Steuer | 303.93 |

### Nuoto sincronizzato
| Evento                         | Oro | Perform. | Argento | Perform. | Bronzo | Perform. |
| Singolo (dettagli)             | Natal'ja Iščenko | 97,810   | Andrea Fuentes | 95,900   | Lolita Ananasova | 92,250   |
| Duo (dettagli)                 | Russia Natal'ja Iščenko Svetlana Romašina | 97,860   | Spagna Ona Carbonell Andrea Fuentes | 95,980   | Ucraina Dar'ja Juško Ksenija Sydorenko | 92,950   |
| A squadre (dettagli)           | Spagna Clara Basiana Alba Cabello Ona Carbonell Margalida Crespí Andrea Fuentes Thaïs Henríquez Paula Klamburg Irene Montrucchio                         | 96,210   | Ucraina Lolita Ananasova Dar'ja Juško Hanna Klymenko Ol'ha Kondrašova Oleksandra Sabada Kateryna Sadurska Ksenija Sydorenko Anna Vološina                                     | 93,660   | Italia Federica Bellaria Elisa Bozzo Camilla Cattaneo Manila Flamini Giulia Lapi Mariangela Perrupato Benedetta Re Sara Sgarzi                                   | 90,530   |
| Combinato a squadre (dettagli) | Spagna Clara Basiana Alba Cabello Clara Camacho Ona Carbonell Margalida Crespí Andrea Fuentes Thaïs Henríquez Paula Klamburg Irene Montrucchio Laia Pons | 95,600   | Ucraina Lolita Ananasova Olena Grečuchina Dar'ja Juško Hanna Chmel'nyc'ka Hanna Klymenko Ol'ha Kondrašova Oleksandra Sabada Kateryna Sadurska Ksenija Sydorenko Anna Vološina | 93,420   | Italia Federica Bellaria Elisa Bozzo Beatrice Callegari Camilla Cattaneo Linda Cerruti Francesca Deidda Manila Flamini Benedetta Re Dalila Schiesaro Sara Sgarzi | 90,440   |

## Trofeo dei campionati
I due trofei dei campionati (Championships Trophy), basati sui piazzamenti ottenuti nelle finali, sono andati alla Russia per quanto riguarda i tuffi e alla Spagna per il nuoto sincronizzato.
Classifica Tuffi:
| Pos. | Paese         | Tot. | M   | F  |
| ---- | ------------- | ---- | --- | -- |
| Oro  | Russia        | 175  | 106 | 69 |
| 2    | Germania      | 168  | 75  | 93 |
| 3    | Ucraina       | 152  | 84  | 68 |
| 4    | Gran Bretagna | 111  | 41  | 70 |
| 5    | Italia        | 109  | 41  | 68 |
| 6    | Francia       | 76   | 42  | 64 |
| 7    | Svezia        | 62   | 24  | 38 |
| 8    | Bielorussia   | 43   | 43  | -  |
| 9    | Ungheria      | 31   | -   | 31 |
| 10   | Paesi Bassi   | 30   | 13  | 17 |

Classifica Nuoto sincronizzato:
| Pos. | Paese         | Tot. |
| ---- | ------------- | ---- |
| Oro  | Spagna        | 571  |
| 2    | Ucraina       | 558  |
| 3    | Italia        | 543  |
| 4    | Grecia        | 526  |
| 5    | Svizzera      | 497  |
| 6    | Austria       | 386  |
| 6    | Bielorussia   | 386  |
| 8    | Paesi Bassi   | 329  |
| 9    | Francia       | 285  |
| 10   | Gran Bretagna | 278  |